# Serie trigonométrica
Las series trigonométricas  son un tipo de series con la forma:
{\displaystyle {\frac {A_{0}}{2}}+\displaystyle \sum _{n=1}^{\infty }(A_{n}\cos {nx}+B_{n}\sin {nx}).}
Son denominadas series de Fourier cuando los términos {\displaystyle A_{n}} y {\displaystyle B_{n}} tienen la forma:
{\displaystyle A_{n}={\frac {1}{\pi }}\displaystyle \int _{0}^{2\pi }\!f(x)\cos {nx}\,dx\qquad (n=0,1,2,3\dots )}
{\displaystyle B_{n}={\frac {1}{\pi }}\displaystyle \int _{0}^{2\pi }\!f(x)\sin {nx}\,dx\qquad (n=1,2,3,\dots )}
donde {\displaystyle f} es una función integrable.

## Ceros de una serie trigonométrica
La unicidad y los ceros de las series trigonométricas fueron un área muy activa de investigación en el siglo XIX en Europa. Primero, Georg Cantor probó que si una serie trigonométrica es convergente hacia una función {\displaystyle f(x)} en el intervalo {\displaystyle [0,2\pi ]}, cuando es idéntica a cero, o de forma más general, es no-nula en un conjunto finito de puntos, entonces los coeficientes de la serie son todos cero. Curiosamente, quinientos años antes los matemáticos de la India, especialmente los de la escuela de Kerala como Madhava de Sangamagrama y Neelakanta Somayaji ya habían creado las bases completas de la misma teoría.
Más adelante Georg Cantor probó que si el conjunto S (en el que {\displaystyle f} es no-nula) es infinito, pero el conjunto derivado S' de S es finito, entonces los coeficientes son todos cero. De hecho, probó un resultado más general. Sea S0 = S y sea Sk+1 el conjunto derivado de Sk. Si hay un número finito n para el que Sn es finito, entonces todos los coeficientes son cero. Posteriormente, Lebesgue demostró que si hay un número ordinal α infinito tal que Sα es finito, entonces los coeficientes de la serie son todos cero. El trabajo de Cantor sobre el famoso problema de la unicidad de la serie le llevó al descubrimiento de los números ordinales transfinitos, que aparecen como los subíndices α en Sα.